# Cristian Romero
Cristian Gabriel Romero (* 27. dubna 1998 Córdoba) je argentinský profesionální fotbalista, který hraje na pozici středního obránce za anglický klub Tottenham Hotspur FC a za argentinský národní tým.
Romero je odchovancem argentinského klubu Belgrano, kde debutoval v roce 2016. V roce 2018 se přesunul do Itálie, kde podepsal smlouvu s Janovem. Romera následující sezónu koupil Juventus, nicméně byl poslán zpět na roční hostování do Janova. Sezónu 2020/21, ve které získal ocenění pro nejlepšího obránce Serie A, strávil na hostování v Atalantě, která v létě 2021 využila opci na trvalý přestup. Následující den odešel Romero na roční hostování s opcí do anglického prvoligového klubu Tottenhamu Hotspur.
Romero reprezentoval Argentinu na Mistrovství Jižní Ameriky do 20 let v roce 2017. V seniorské reprezentaci debutoval v roce 2021 a byl součástí týmu, který vyhrál turnaj Copa América 2021.

## Klubová kariéra

### Belgrano
Romero se připojil k akademii Belgrana v roce 2014 a v roce 2016 se přesunul do A-týmu hrajícího argentinskou Primera División; debutoval 28. srpna v ligovém zápase proti Independiente. Během dvou sezón v Belgranu odehrál devatenáct utkání ve všech soutěžích.

### Janov
V červenci 2018 přestoupil Romero do italského klubu Janov CFC za částku okolo 4,25 miliónů eur. Romero vstřelil svůj první soutěžní gól ve svém druhém zápase v dresu Janova, a to 28. října při remíze 2:2 proti Udinese; v tomto utkání byl později vyloučen.

### Juventus
Dne 12. července 2019 oznámil italský šampion Juventus akvizici Romera z Janova za 26 milionů eur; Romero podepsal pětiletou smlouvu a odešel na roční hostování po zbytek sezony zpátky do Janova.

### Atalanta
Dne 5. září 2020 se Romero připojil k Atalantě na dvouleté hostování s opcí na trvalý přestup stanovenou na 16 miliónů eur. V sezóně 2020/21 odehrál 31 ligových zápasů, ve kterých vstřelil dvě branky a za své výkony byl zvolen nejlepším obráncem sezóny Serie A 2020/21.

### Tottenham Hotspur
Dne 6. srpna 2021 Atalanta aktivovala opci na přestup Romera za 16 milionů eur. Později toho dne odešel do Tottenhamu Hotspur. Atalanta potvrdila odchod Cristiana Romera do anglického prvoligového klubu na roční hostování s opcí na trvalý přestup.

## Reprezentační kariéra
Romero debutoval v argentinské reprezentaci 3. června 2021 v kvalifikaci na Mistrovství světa proti Chile; odehrál celý zápas. Ve svém dalším reprezentačním zápase, dne 8. června, vstřelil svůj první reprezentační gól, když po pouhých 130 sekundách proměnil hlavičku v utkání proti Kolumbii. Tímto gólem překonal rekord v nejrychleji vstřelené branky, kterou kdy Argentina vstřelila v soutěžním zápase, když překonal Diega Maradonu, který se prosadil po 168 sekundách v utkání proti Venezuele v roce 1985.
V červnu 2021 byl Lionelem Scalonim nominován na závěrečný turnaj Copa América 2021, kde odehrál tři utkání, včetně vítězného finále proti Brazílii.

## Statistiky

### Klubové
K 15. srpnu 2021
| Klub                      | Sezóna  | Liga             | Liga   | Liga | Pohár  | Pohár | Kontinentální poháry | Kontinentální poháry | Ostatní | Ostatní | Celkem | Celkem |
| Klub                      | Sezóna  | Liga             | Zápasy | Góly | Zápasy | Góly  | Zápasy               | Góly                 | Zápasy  | Góly    | Zápasy | Góly   |
| ------------------------- | ------- | ---------------- | ------ | ---- | ------ | ----- | -------------------- | -------------------- | ------- | ------- | ------ | ------ |
| Belgrano                  | 2016/17 | Primera División | 13     | 0    | 0      | 0     | 2                    | 0                    | —       | —       | 15     | 0      |
| Belgrano                  | 2017/18 | Primera División | 3      | 0    | 1      | 0     | 0                    | 0                    | —       | —       | 4      | 0      |
| Belgrano                  | Celkem  | Celkem           | 16     | 0    | 1      | 0     | 2                    | 0                    | —       | —       | 19     | 0      |
| Janov                     | 2018/19 | Serie A          | 27     | 2    | 0      | 0     | —                    | —                    | —       | —       | 27     | 2      |
| Janov (host.)             | 2019/20 | Serie A          | 30     | 1    | 3      | 0     | —                    | —                    | —       | —       | 33     | 1      |
| Atalanta (host.)          | 2020/21 | Serie A          | 31     | 2    | 4      | 0     | 7                    | 1                    | —       | —       | 42     | 3      |
| Tottenham Hotspur (host.) | 2021/22 | Premier League   | 1      | 0    | 0      | 0     | 0                    | 0                    | —       | —       | 1      | 0      |
| Celkem                    | Celkem  | Celkem           | 105    | 5    | 8      | 0     | 9                    | 1                    | 0       | 0       | 122    | 6      |

### Reprezentační
K 10. červenci 2021
| Argentina | Argentina | Argentina |
| Rok       | Zápasy    | Góly      |
| --------- | --------- | --------- |
| 2021      | 5         | 1         |
| Celkem    | 5         | 1         |

#### Reprezentační góly
K 10. červenci 2021. Skóre a výsledky Argentiny jsou vždy zapisovány jako první.
| Gól | Datum          | Místo                            | Soupeř   | Skóre | Výsledek | Soutěž                             |
| --- | -------------- | -------------------------------- | -------- | ----- | -------- | ---------------------------------- |
| 1.  | 8. června 2021 | El Metro, Barranquilla, Kolumbie | Kolumbie | 1:0   | 2:2      | Kvalifikace Mistrovství světa 2022 |

## Ocenění

### Klubové

#### Tottenham Hotspur
- Evropská liga UEFA: 2024/25

### Reprezentační

#### Argentina
- Copa América: 2021[13]

### Individuální
- Nejlepší obránce Serie A: 2020/21[14]
- Jedenáctka turnaje Copa América: 2021[15]